# Anton Depauly
Anton Felix Depauly (* 30. April 1801 in Mies, Böhmen; † 27. April 1866 ebenda) war ein böhmisch-österreichischer Porträtmaler.

## Leben
Als Sohn des Gemeinde-Archivarius Johann Depauly und der Elisabetha geb. Schmid ging Anton Felix nach dem Tod des Vaters siebzehnjährig an die Akademie der bildenden Künste Wien, wahrscheinlich mit Unterstützung seines Onkels, eines Kaufmanns in Stríbro. Nach zehnjährigem Studium (Zeichnen und Historienmalerei) heiratete er und gründete in Wien eine Familie (mit mehreren Kindern). Geführt wurde er in der Residenzstadt als Historien- und Porträtmaler. Er verließ jedoch in den 1840er Jahren die Stadt und kehrte zu seinen Verwandten in seinem Geburtsort zurück, wo er sich weiterhin als Porträtmaler betätigte. Sein Wirken in Wien ist – bis auf 13 Komponisten-Porträts in den Sammlungen des Musikvereins – derzeit noch nicht dokumentiert; die darauf folgenden Jahrzehnte seines Lebens in Böhmen, wo schon weitere vier Ölgemälde von ihm registriert wurden, benötigen ebenfalls noch weiterer Forschung.

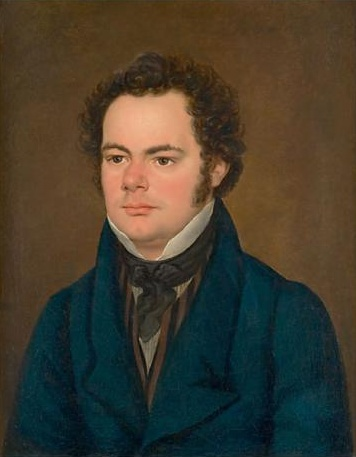
Franz Schubert, gemalt um 1827 (oder bis Herbst 1828) von Anton Depauly (1801–1866).

Joseph Sonnleithner (aus der bekannten Wiener Familie) gab für seine später an die Gesellschaft der Musikfreunde veräußerte Porträt-Galerie ein Porträt von Franz Schubert in Auftrag, das diesen ohne Brille zeigt.